# Richie Niemiera
John Richard "Richie" Niemiera (nacido el 26 de mayo de 1921 y fallecido el 27 de diciembre de 2003 en Berwyn, Illinois) fue un jugador de baloncesto estadounidense que disputó dos temporadas entre la BAA y la NBA, además de jugar en la ABL, en la NBL y en la NPBL. Con 1,85 metros de estatura, jugaba en la posición de escolta.

## Trayectoria deportiva

### Universidad
Jugó durante su etapa universitaria con los Fighting Irish de la Universidad de Notre Dame, interrumpidas por el servicio militar en 1943.

### Profesional
En 1944 fichó por los Wilmington Bombers de la ABL, con los que disputó dos temporadas, promediando 7,4 y 5,7 puntos por partido respectivamente. En 1946 ficha por los Fort Wayne Pistons, entonces en la NBL, con los que disputó 4 temporadas, las dos últimas ya en la NBA, siendo la más destacada la temporada 1948-49, en la que promedió 6,6 puntos y 1,7 asistencias por partido.
En 1950 fue traspasado junto con Charlie Black a los Anderson Packers a cambio de Howie Shultz y Ralph Johnson, donde acabó la temporada promediando 5,2 puntos por partido. Tras abandonar el equipo la liga para marcharse a la NPBL se produjo un draft de dispersión, siendo elegido por los Tri-Cities Blackhawks, pero prefirió seguir jugando con los Packers en la nueva competición, en la que promedió 9,6 puntos por partido.

#### Estadísticas en la BAA y la NBA

##### Temporada regular
| Temporada | Edad | Equipo             | Liga  | Pos. | P   | TIT | MIN | TC  | TCA | %TC  | 3P | 3PA | %3P | TL  | TLA | %TL  | R.OF. | R.DEF. | REB | ASIS | ROB | TAP | PER | FP  | PTS |
| 1948-49   | 27   | Fort Wayne Pistons | BAA   |      | 55  |     |     | 2.1 | 6.0 | .347 |    |     |     | 2.4 | 3.0 | .800 |       |        |     | 1.7  |     |     |     | 2.1 | 6.6 |
| 1949-50   | 28   | TOTAL              | NBA   |      | 60  |     |     | 1.8 | 5.8 | .314 |    |     |     | 1.7 | 2.3 | .748 |       |        |     | 1.9  |     |     |     | 1.3 | 5.4 |
| 1949-50   | 28   | Fort Wayne Pistons | NBA   |      | 31  |     |     | 1.9 | 6.7 | .285 |    |     |     | 1.8 | 2.4 | .767 |       |        |     | 2.0  |     |     |     | 1.4 | 5.6 |
| 1949-50   | 28   | Anderson Packers   | NBA   |      | 29  |     |     | 1.8 | 4.9 | .357 |    |     |     | 1.7 | 2.3 | .727 |       |        |     | 1.9  |     |     |     | 1.2 | 5.2 |
| Total     |      |                    | TOTAL |      | 115 |     |     | 2.0 | 5.9 | .330 |    |     |     | 2.1 | 2.6 | .776 |       |        |     | 1.8  |     |     |     | 1.7 | 6.0 |
|           |      |                    | NBA   |      | 60  |     |     | 1.8 | 5.8 | .314 |    |     |     | 1.7 | 2.3 | .748 |       |        |     | 1.9  |     |     |     | 1.3 | 5.4 |
|           |      |                    | BAA   |      | 55  |     |     | 2.1 | 6.0 | .347 |    |     |     | 2.4 | 3.0 | .800 |       |        |     | 1.7  |     |     |     | 2.1 | 6.6 |

##### Playoffs
| Temporada | Edad | Equipo           | Liga | Pos. | P | TIT | MIN | TC  | TCA | %TC  | 3P | 3PA | %3P | TL  | TLA | %TL  | R.OF. | R.DEF. | REB | ASIS | ROB | TAP | PER | FP  | PTS |
| 1949-50   | 28   | Anderson Packers | NBA  |      | 8 |     |     | 1.4 | 3.4 | .407 |    |     |     | 0.8 | 1.0 | .750 |       |        |     | 1.0  |     |     |     | 1.3 | 3.5 |
| Total     |      |                  | NBA  |      | 8 |     |     | 1.4 | 3.4 | .407 |    |     |     | 0.8 | 1.0 | .750 |       |        |     | 1.0  |     |     |     | 1.3 | 3.5 |